# 中华人民共和国义务教育
中华人民共和国义务教育，详述中华人民共和国实际管辖范围内的义务教育的实施情况。文化大革命后，义务教育的口号在拨乱反正时期被提出，在邓小平等人的推动下被写入《中华人民共和国宪法（八二宪法）》。1986年，《中华人民共和国义务教育法》颁布，九年义务教育正式实行。2001年，國務院稱九年义务教育基本普及。
在中华人民共和国，所有六至十五岁的儿童、青少年都必须接受义务教育，而家长则有让子女接受义务教育的义务。现今义务教育已经在中国大陆全境基本实现并往公立學校全免费方向推进，现阶段有经济困难者可以申请两免一补计划达成免费上学。随着社会的发展，延长义务教育年限至12年的呼声逐步增大。
义务教育是学生接受教育（包括思想方面和知识方面）的开始，与中华人民共和国的扫盲运动关系紧密。通过这一阶段的学习，学生可以获得基础的生存技能。
免費的中小學教育僅針對公立學校。同時，收費的各種中小學私立學校（包括國際學校）也在各地（尤其是經濟發達的一二線城市）開始發展；2015年，私立學校的比例已達10%，教育市場規模超過3.15億元。。

## 法理基础

### 对义务教育的规定
1982年通过的《中华人民共和国宪法》，即规定实行义务教育。
|                                                          | 国家发展社会主义的教育事业，提高全国人民的科学文化水平。 国家举办各种学校，普及初等义务教育，发展中等教育、职业教育和高等教育，并且发展学前教育。…… |
| ——《中华人民共和国宪法》，1982版（2005年修订），第十九条 | |

1986年4月12日，第六届全国人民代表大会第四次会议通过了《中华人民共和国义务教育法》，其中有九年制义务教育的条款。该法于1986年7月1日施行。
|                                                            | 国家实行九年义务教育制度。 义务教育是国家统一实施的所有适龄儿童、少年必须接受的教育，是国家必须予以保障的公益性事业。 实施义务教育，不收学费、杂费。 国家建立义务教育经费保障机制，保证义务教育制度实施。 |
| ——《中华人民共和国义务教育法》，1986版（2015修订），第二条 | |

2006年6月29日，第十届全国人民代表大会常务委员会第二十二次会议对该法进行了修订，明确了义务教育的本质应为素质教育。
|                                                            | 义务教育必须贯彻国家的教育方针，实施素质教育，提高教育质量，使适龄儿童、少年在品德、智力、体质等方面全面发展，为培养有理想、有道德、有文化、有纪律的社会主义建设者和接班人奠定基础。 |
| ——《中华人民共和国义务教育法》，2006版（2015修订），第三条 | |

### 对适龄儿童受义务教育权的保护
在中華人民共和國，學生被迫被剝奪義務教育權被逐漸重視起來，尤其在城市地區，剝奪義務教育權被視為嚴重的罪行。《未成年人保护法》有有关适龄儿童义务教育权利有关的法条。
|                                                        | 第十三条 父母或者其他监护人应当尊重未成年人受教育的权利，必须使适龄未成年人依法入学接受并完成义务教育，不得使接受义务教育的未成年人辍学。 …… 第二十八条 各级人民政府应当保障未成年人受教育的权利，并采取措施保障家庭经济困难的、残疾的和流动人口中的未成年人等接受义务教育。 …… |
| ——《中华人民共和国未成年人保护法》，1991版（2013修订） | |

长达九年的义务教育的起始年限为六周岁，因此如果没有中途停学、留级，少年儿童直至十五岁才结束义务教育，而在中国，法定最低务工年龄为十六岁，因此义务教育阶段的学生自然无法参加绝大部分工作；即使签订务工合同，也没有法律效力；即使在艺术、体育等行业确需招收十六周岁以下的未成年人，亦必须保障其接受义务教育的权利。
|                                                        | 第六十一条 任何组织或者个人不得招用未满十六周岁未成年人，国家另有规定的除外。 …… 第一百二十五条 违反本法第六十一条规定的，由文化和旅游、人力资源和社会保障、市场监督管理等部门按照职责分工责令限期改正，给予警告，没收违法所得，可以并处十万元以下罚款；拒不改正或者情节严重的，责令停产停业或者吊销营业执照、吊销相关许可证，并处十万元以上一百万元以下罚款。 …… |
| ——《中华人民共和国未成年人保护法》，1991版（2013修订） | |

|                                                | 第十五条 禁止用人单位招用未满十六周岁的未成年人。 文艺、体育和特种工艺单位招用未满十六周岁的未成年人，必须遵守国家有关规定，并保障其接受义务教育的权利。 …… 第十八条 下列劳动合同无效： （一）违反法律、行政法规的劳动合同； …… 无效的劳动合同，从订立的时候起，就没有法律约束力。 ……  第九十四条 用人单位非法招用未满十六周岁的未成年人的，由劳动行政部门责令改正，处以罚款；情节严重的，由市场监督管理部门吊销营业执照。 …… |
| ——《中华人民共和国劳动法》，1994版（2018修订） | |

中国各级政府自2017年起，对全部适龄儿童实施“两免”，即免学杂费、免费提供课本。；对经济有困难缴交学费者则实行“两免一补”政策，即除“两免”外，还补助生活费用。惟各个学校可能依据实际情况，收取作业本费、校服费、伙食费、寄宿制学校住宿费等。

## 义务教育的特征
根据《义务教育法》，中国义务教育有四个主要特征：
- 强制性，又叫义务性。让适龄儿童、少年接受义务教育是学校、家长和社会的义务。谁违反这个义务，谁就要受到法律的规范。家长不送学生上学，家长要承担责任；学校不接受适龄儿童、少年上学，学校要承担责任；用人单位招录适龄儿童、少年，用人单位要承担责任；学校不提供相应的条件，也要受到法律的规范。
- 免费性，又可被理解为公益性。国家明确规定义务教育阶段“不收学费、杂费”。这一目标已经基本实现。
- 普及性，又叫统一性。全国范围内实行统一的义务教育，这个统一包括要制定统一的义务教育阶段教科书设置标准、教学标准、经费标准、建设标准、学生公用经费的标准等等。这些与统一相关的内容以不同的形式反映到法律中。目前中国正处在巩固现有的普及性基础的阶段。
- 均衡性。义务教育在同一地区应当均衡发展。这一性质暂时未有体现。

## 办学体制
| 年级   | 年龄  | 九年一贯制     | 五四学制 | 六三学制 |
| ------ | ----- | -------------- | -------- | -------- |
| 九年级 | 14~15 | 九年一贯制学校 | 初中     | 初中     |
| 八年级 | 13~14 | 九年一贯制学校 | 初中     | 初中     |
| 七年级 | 12~13 | 九年一贯制学校 | 初中     | 初中     |
| 六年级 | 11~12 | 九年一贯制学校 | 初中     | 小学     |
| 五年级 | 10~11 | 九年一贯制学校 | 小学     | 小学     |
| 四年级 | 9~10  | 九年一贯制学校 | 小学     | 小学     |
| 三年级 | 8~9   | 九年一贯制学校 | 小学     | 小学     |
| 二年级 | 7~8   | 九年一贯制学校 | 小学     | 小学     |
| 一年级 | 6~7   | 九年一贯制学校 | 小学     | 小学     |

中国义务教育阶段学校，一般为公办。当今由于择校政策的收紧，即使是私立学校也必须参与划片或派位。
对于公办学校，由各县、县级市、设区的市的区的教育主管部门负责管理。部分上一级行政区的教育主管部门也有可能直接管理部分义务教育阶段公办学校，但具体工作仍然是所在县市区负责。私立学校行政上的工作，由所在县市区有关部门负责，资金、管理、师资等方面则由财团负责。
从学制上来看，义务教育阶段学制分为三种：六三学制、五四学制、九年一贯制
- 六三学制，即六年小学、三年初中，起源于北洋政府时期的“壬戌学制”，是中国大陆义务教育的主导学制，同时也是当今世界学制最通行的一种学制。
- 五四学制，即五年小学、四年初中，为现在中国大陆义务教育中通用学制中的一种，在中国部分地区采用。
- 九年一贯制，为现在中国大陆新兴的办学及教学组织体制，学生在同一所学校就学九年，期间只升级不升学。

## 小学阶段

### 入学
《中华人民共和国义务教育法》，对小学生入学年龄有明确规定：
|  | 凡年满六周岁的儿童，其父母或者其他法定监护人应当送其入学接受并完成义务教育；条件不具备的地区的儿童，可以推迟到七周岁。 |

### 政治教育

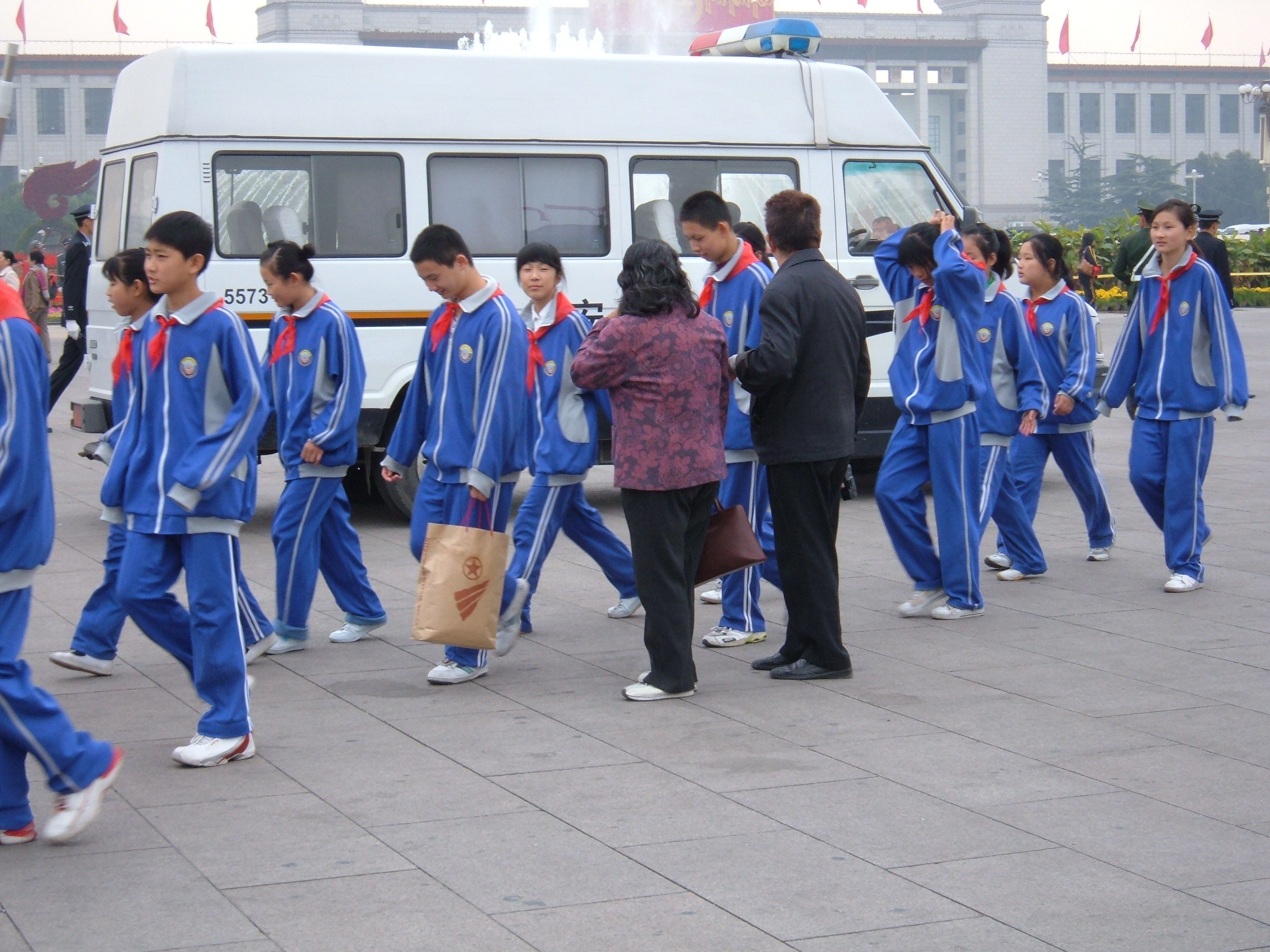
少先队员在天安门广场，2007

2005年修订的《中国少年先锋队章程》，将入队年龄由7岁提前至6岁。在做出这一修订之前，由于入队年龄与入学年龄之间有一岁差距，因而新入学的小学生需要佩戴半年到一年的绿领巾（与红领巾相区别）；现在还有部分地方有给“调皮与学习成绩差”的学生配备“绿领巾”的行为。
修订《少先队章程》后，除少部分学生外，绝大多数小学生都被强迫地“入学即入队”，加入中国少年先锋队。这导致几乎所有小学生都加入了少先队，使得中国少年先锋队队员规模达到1.3亿人，成为世界上规模最大的先锋组织。
少先队在全国所有中学、小学中设置少先队组织。少先队的基层组织分为大队、中队、小队。小队由5至13人组成，设正副小队长。中队由两个以上的小队组成，成立中队委员会，由3至7人组成。大队由两个以上的中队组成，成立大队委员会，由7至13人组成。其中，小队长和中队、大队委员会委员都由队员选举产生。半年或一年选举一次。
具体而言，小学内所有班级都设立了中队委员会，与班级委员会共同管理班级，以至于几乎无法分辨。班长和中队长（一般为一人兼任）负责班级的全面工作，班级中队委员会一般设队长、副队长、旗手和学习委员、劳动委员、文娱委员、体育委员、组织委员、宣传委员等职位，负责具体事宜。中队下设置小队，选举小队长。以小学为单位设置大队，委派有专职辅导员，并受小学的共青团团委领导。

### 学科教育
小学一般开设有如下课程：
- 语文。主要学习汉字、拼音、诗歌、文言文和现代文的基本知识。如人民教育出版社2017年新编的语文教材，先教授汉字，再教授拼音，古诗文占新版语文教材30%，且更加注重课外阅读；从五年级下学期开始，安排较长篇幅的古典文言文和现代文，为初中教学打好基础[10]。
- 数学。
- 道德与法治。政治类课程。原名“品德与生活”、“品德与社会”。
- 科学。教授物质科学、生命科学、地球与宇宙科学、技术与工程四个方面的基础内容，为初中开设物理、化学、地理、生物课程做准备。2017年9月开始，科学课程将从小学一年级起开设，成为基础性课程。[11]
- 音乐。
- 美术。
- 信息技术。
- 体育与健康。
- 劳动。教授内容分为日常生活劳动（清洁、收纳、烹饪等）、生产劳动（农业、传统工艺、新技术等）、服务型劳动（公益志愿等）。

依据实际情况，还有可能开设以下课程：
- 外国语。尤其是英语，几乎全国凡是有条件的学校，都会在中高年级（三年级开始）开设。优质小学会从一年级就开设英语课程。
- 民族语文。在民族自治地区和杂居地区的民族学校皆有开设。
- 校本课程、地方课程、课外兴趣课程。

由於小學畢業時沒有統一考試，除了語文、數學、英語以外的其他課程的質量很難保證。廣大的農村地區的小學一般僅設立語文、數學和體育。

### 毕业和升学
小学阶段基本没有开除学籍的现象，在绝大多数情况下学生都会顺利毕业。
由于小学毕业时义务教育阶段尚没有结束，因此升学途径只有一条，就是进入初级中等学校，简称初中。

## 初级中学阶段

### 入学

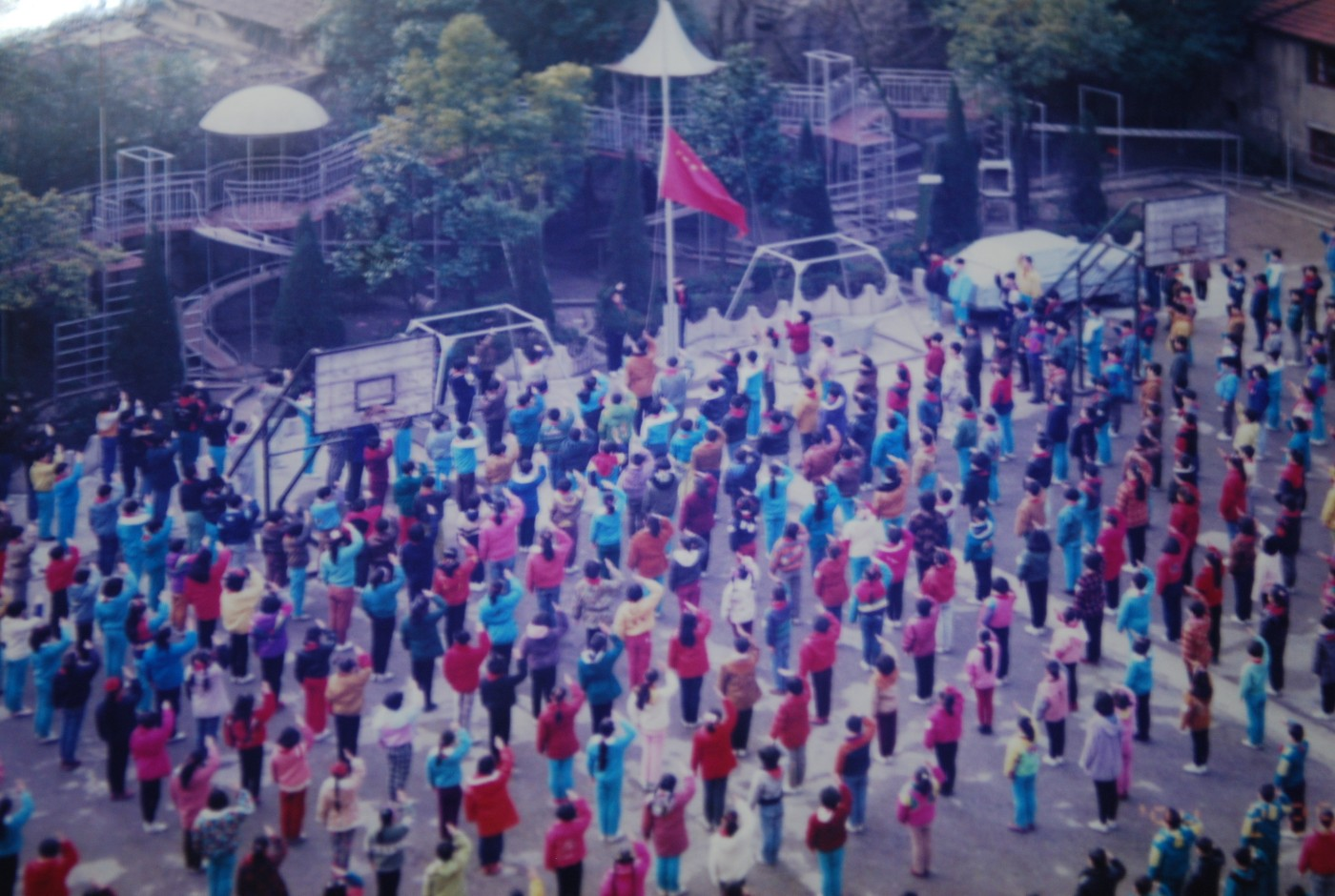
中學朝會

在中国大陆，学生进入初级中学，一般通过如下几种方法：
- 择校：这曾经是中国境内最广泛的中学入学制度，通过考试，优质中学得以招录优质学生，并予以培养，惟此种方式在提倡均衡教育的今天，已经式微[12][13]。
- 按区划分，就近入学：这是目前中国境内中小城市和农村地区最常用的入学制度，即将全县（区市，部分优质中学或者临近区界的中学也会跨区招生）分为若干学区，学区内指定一所中学，所有小学应届毕业生统一升入同一所初中。实际上，这种行为在城市，由于教育资源仍然不均匀，使得家长转向房地产业，希望购得临近优质资源的房产，即学区房[14]；而在乡村地区，则由于地广人稀，很少設立初中，如在貴州、四川、陝西等的山區地方，學校稀少、學生分散，又没有校车，使得學生每天要走十幾公里路上學，这种情况下，失学高发。
- 电脑随机派位：部分大城市，在同一区域分派有若干所初级中学，或者大量的学生未能进入少数的优质初中，这时往往采用电脑派位法，即將學生通過電腦隨機的方式指派到該小學所屬區域的初中。這種方法直至現在未發現作弊行為，完全是憑運氣[15]。
- 九年一贯制学校：直接由六年级升入七年级，部分学校可能会重新编排班级。

中国共产主义青年团团徽。在许多初级中学（及高级中学），团员被要求佩戴团徽。

初级中学的班级规模一般为60人；实际情况下可能在30~80人间波动，基本上消除了大班额现象。

### 政治教育
在初中二年级至三年级这段时间里，学生们分批离开少年先锋队，并加入中国共产主义青年团。根据《中国共产主义青年团章程》，年龄在十四周岁以上，二十八周岁以下的中国青年，承认团的章程，愿意参加团的一个组织并在其中积极工作、执行团的决议和按期交纳团费的，可以申请加入中国共产主义青年团。实际上，由于个人原因，十二三岁即加入共青团的不在少数，而有人则直到超龄也未能加入共青团。
根据《共青团章程》，共青团在地方国家机关、人民团体、经济组织、文化组织、学校、中国人民解放军、中国人民武装警察部队和其他非党组织的领导机关中成立基层组织；并且在基层委员会、总支部下建立支部。
具体而言，共青团在全国初级中学中设置共青团组织，即团委；并在学校内所有班级都设立了团支部委员会，与班级委员会共同管理班级，班长和团支部书记负责班级的全面工作，学校团支部一般设书记、组织委员、宣传委员等职位，负责具体事宜。
得益于中国的人口基数较大，中国共产主义青年团团员达到了8900万余人，是世界上规模最大的青年组织之一。

### 学科教育
在初级中学阶段，学生需要完成九门主要课程的学习，其中七门课程在九年级结束时考试，另两门在八年级结束时考核。
这九门课程分别为：语文、数学、外国语、物理、化学、道德与法治、历史、地理、生物学。因学校普遍将中考科目初三的教材内容提前学习，而非中考科目受课时所限往往难以学完所有内容，初三可能不上非中考科目。
此外，在初级中学，学生还要学习体育、音乐、美术、信息技术、劳动技术等课程的教育；部分地区、部分学校的学生还会接受民族语文、地方课程、校本课程的教育。

### 毕业和升学
1980年代，中學的畢業考試和中考是一体的。也就是說如果中考分數不及格，那就將面臨無法畢業的結果，即使得到高中錄取也將被以“初中肄業”為由而無法進入高中，俗稱退檔，即退回學籍檔案。自1990年代初葉開始將畢業会考和升學考試分開。1990年代后叶起，初中取消畢業考試。學生只要在三年內所有課程的期末成績在及格線（總分的60%）以上，沒有任何處分或撤銷所有處分即可畢業。實際上，學生肄業往往是由於自動退學或嚴重違反校紀、法律而被開除，很少有因為其他原因而肄業。學生在九年級（初三年級）將面臨初級中學升學考試，即中考。
为了保证升学率，几乎所有初中都采用各种办法组织初三学生，以使其做好准备迎接中考。
中考是初级中等教育毕业考试，同时也是上级学校的统一招生考试。按照分数，学生分别分流入重点高中、普通高中、中等专业学校、中等职业学校，或者直接步入社会。由于义务教育到此为止，故步入社会成为了考生的一种选项。
目前各地中考时间多集中在6月中下旬；考试科目并不统一，由各地根据情况而定。

## 私立教育

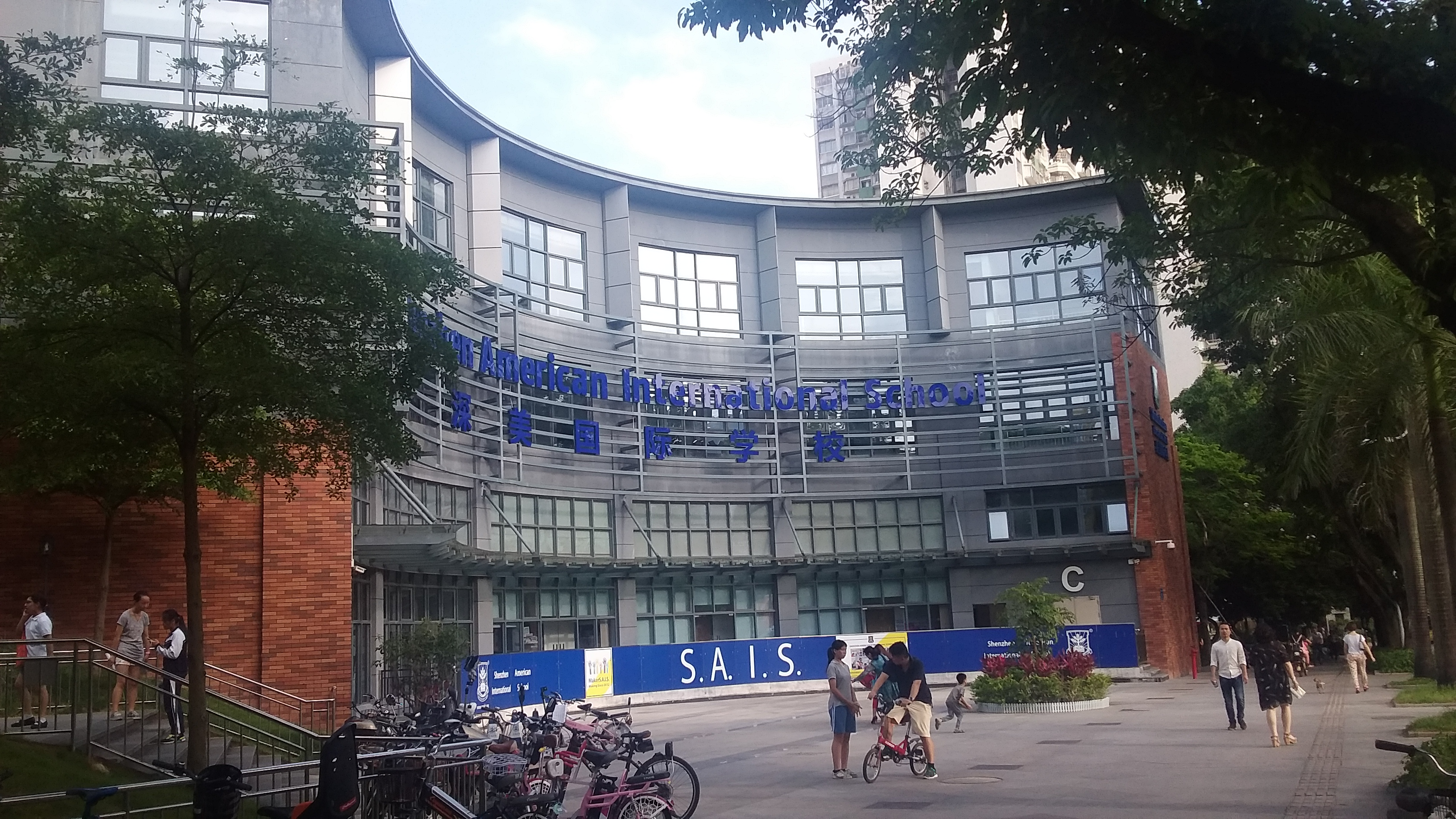
位于深圳市的深美国际学校。这种国际学校成为私立教育的又一个突破口。

随着中国对外开放的进程，一些国内和国际的有丰厚资金的团体，开始投身于教育界，试图成立一批高质量的私立学校，与教育主管部门直接管辖的公立学校分庭抗礼。20世纪90年代末，全国大中城市掀起了私立学校成立的浪潮，但是由于居民生活水平不足，导致居民对私立学校兴趣不高，于是私立学校又大批因资金问题倒闭。
现在开行的私立学校，大多是房地产厂商在高端住宅区附设的学校，亦有外国学校在中国大陆设置的国际学校。

## 课外生活
在中国，义务教育阶段学生的课外生活大体上是丰富的。一方面，学校提供了较为充足的时间，有些地方还提供场地和设施，供课外活动；另一方面，“以分数为纲”的应试教育余毒、社会上的不良信息以及家长恐为人后的心理，成为了学生全面发展的障碍。

### 寒假与暑假
一般情况下，义务教育阶段每学期有20周，这意味着每年有12周的总放假时间，一般分为“寒假”和“暑假”。因为“寒假”包括春节，故春节不另外补假。
寒暑假通常为冬季大致1个月，夏季大致2个月。在高纬度地区有时寒假会长达2个月。

### 互联网对学生的影响
近年来，随着互联网在中国大陆的流行，愈来愈多的少年儿童开始受到互联网的影响。在大中城市，孩子从小就有计算机、手机、平板电脑等电子设备。学生从小学就学习信息技术课程，并持续到高中一年级。信息技术课程主要讲述计算机及应用软件的使用，但有些地方也教授简单的计算机编程。在初级中学，学生甚至可以参加NOIP的普及组竞赛。
另一方面，中小学生心智还不成熟，容易受到互联网上各种信息的诱惑，这一阶段的学生常沉迷网络游戏、网络直播等活动，甚至不惜花费重金，或使用压岁钱，甚至于家长的工资和储蓄；进入中学后，学生进入青春期，对两性之别感兴趣，而中国大陆地区人民对性教育整体持负面态度，导致性教育长期缺位，于是色情网站受到欢迎，但是目前已经开始推进相关教育。

### 民办教育

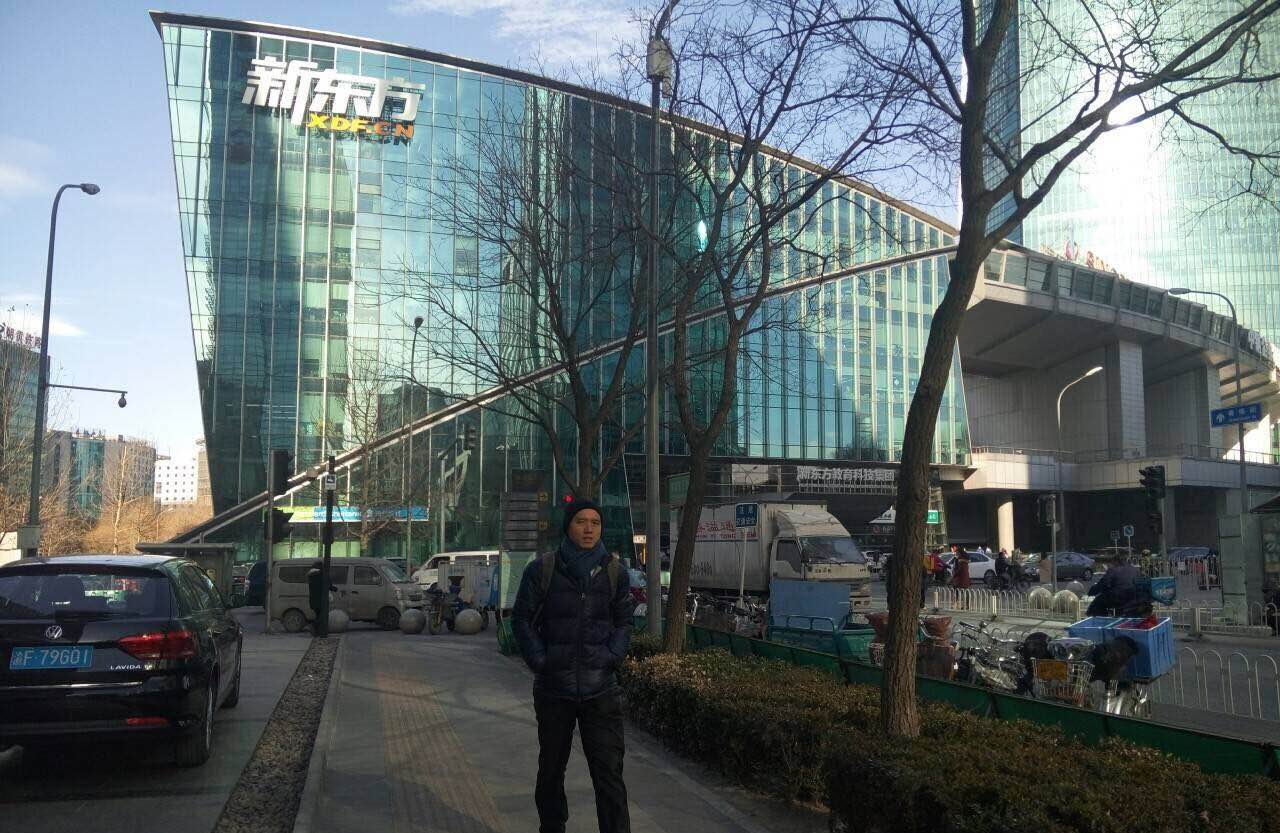
新东方教育集团总部大楼。新东方学校是中国最大的全国性民办教育机构之一。

民办教育是中国大陆官方对于民间各类培训班、补习班的通称。
许多家长秉持“不能输在起跑线上”的观念，不惜花重金、省吃俭用，给子女报名各类培训班；亦有学生由于主观或客观原因，要求报名培训班的。
在中国大陆，培训班一般分为几种：
- 学习类，包括拓展类和补习类。拓展类培训班，一般指奥数班。这种培训班在奥数热时期（2000年代）极其流行；随着奥林匹克竞赛不再作为高考加分项，奥数班也逐渐凋零。补习类培训班，主要指学生在校外通过一对一或小班的形式，学习课内知识。这些培训班的教师，大多数是体制外教师，质量很难保证；亦有优质初中教师，但是教育主管部门严禁这种行为。
- 外语类。尤其以英语为主，有些培训机构会请外国的教师教授口语技巧；亦有些培训机构注重应试技能。采用的教材除教科书外，尚有新概念英语、剑桥少儿英语等。
- 国学类。这些培训班多以教授中国传统文化、古诗古文等为主要目的，但也有些培训机构以培训之名行伤害学生之实。
- 文体类。

## 争议

### 义务教育的扩大
近年来，不少人提议中国应当实施上至学前班、下至高级中等学校的十三年义务教育；但另外有些人则认为中国大陆地区还没有完全富裕，盲目扩大义务教育只能使得国家财政状况恶化。尽管如此，中国部分地区已经开始通过减免高级中学学费、免除中专、中职学费等方式，逐步推进12年免费教育，以期全面过渡到义务教育。
这里务必注意：免费教育和义务教育是两种不同的概念：
- 免费教育，指学生求学时，无需缴纳学费、杂费；在有些地方，还免除书本费、伙食费；但完全不涉及是不是必须接受这种教育（即有选择权）。
- 义务教育，除包含免费教育的特征外，更具有强制性（即学生必须入学，不能辍学步入社会；家长必须让学生入学，不能迫使其失学；学校和社会也有要求适龄学生接受教育的义务）。

目前中国大陆部分地区实施的12年免费教育，里面并不全是义务教育。因为现在中国大陆实施12年免费教育的地区，教育制度为“9+3”制度（即9年义务教育和3年免费教育）。因为前9年有强制性，所以前9年可以称之为义务教育。而后3年无强制性，故不能称为义务教育。

### 应试教育
中国在短期内仍然需要通过客观的量化标准来选拔学生，即使有“高考改革”“中考改革”“自主招生”，也不例外。因而应试教育成为了困扰义务教育工作者和学生的重要问题，并且严重地阻碍了均衡教育的实现步伐。2007年6月1日颁布的新版《未成年人保护法》试图遏止应试教育，但收效甚微。但亦有学者认为以主观的“素质评比”取代客观的考试竞争将会诱发猖獗的学生家长行贿教师行为，最终导致“上品无寒门，下品无世族”。

### 農民子女教育問題
中國大陸由於以往遺留的戶籍制度的存在，導致各種不同人群在社會福利方面存在巨大的差異。城市和農村義務教育的實行程度也有較大區別。這一問題也集中表現在“農民工”子女接受義務教育上。
隨著中國大陸工業化和城市化的發展，原本從事農業的農民進入農業以外的其他產業，成為產業工人，進入城市，往往他們的子女也隨著他們背井離鄉到了他們工作的地方。通常他們是中國大陸城市裏收入最低、勞動條件最差的主要階層。
農民工這一群體的數量相當巨大，在中國大陸人口中占有相當的比例。由於他們本來收入低微，加之在教育等各方面不能享受當地“市民待遇”，他們的子女教育問題成為目前中國基礎教育領域的最突出的問題之一。不過近年來各大城市已陸續准許外來人員子女享受與本地居民同等接受義務教育的待遇。